# Bebearia cognata
Bebearia cognata är en fjärilsart som beskrevs av Karl Grünberg 1911. Bebearia cognata ingår i släktet Bebearia och familjen praktfjärilar. Inga underarter finns listade i Catalogue of Life.